# 大流士战机II
《大流士战机II》是一款由太東制作和发行的卷轴射击游戏。本游戏是1987年街机游戏《大流士战机》的续作。游戏先于1989年在街机上发行。之后移植至多个游戏平台。其中包括Mega Drive、Game Boy和世嘉Master System。1993年一个重制版本在PC Engine的Super CD-ROM²发行。本游戏收到大多数正面的评价。
游戏被设定于太阳系内半部。与《大流士战机》具有类似的分支层次结构。
《大流士战机II》的故事发生在《大流士战机》之后。由于英雄Proco和Tiat，被外星人入侵而殖民的大流士星球得到恢复。在大流士星球的社会、设施以及攻击区域修复的时候，星球的定居者在Olga星球居住。
在游戏中，红绿蓝能量块又再次出现，并具有同样的功能。